# Володинский сельсовет (Вологодская область)
Володинский сельсовет — административно-территориальная единица в Бабаевском районе Вологодской области России. Административный центр — деревня Володино. В рамках организации местного самоуправления деревни на территории сельсовета входят в  муниципальное образование Бабаевский муниципальный округ.

Сельсоветы Бабаевского района

## Населённые пункты
В состав сельсовета на 1 января 2000 года входили 10 населённых пунктов, в том числе
8 деревень (Бабаево, Березовец, Великово, Володино, Выползово, Высоково, Дудино,Колпино),
2 посёлка (Заготскот, Тимошкино)
В состав сельсовета на 2022 год входили 5 населённых пунктов, в том числе
4 деревни,
1 посёлок.
| Населённый пункт  | ОКАТО          | Рег. номер | Расстояние до районного центра, км | Расстояние до центра поселения, км | Координаты                      |
| ----------------- | -------------- | ---------- | ---------------------------------- | ---------------------------------- | ------------------------------- |
| деревня Великово  | 19 205 820 004 | 66         | 10                                 | 2                                  | 59°23′27″ с. ш. 35°47′51″ в. д. |
| деревня Володино  | 19 205 820 001 | 63         | 8                                  | 0                                  | 59°24′29″ с. ш. 35°49′33″ в. д. |
| деревня Дудино    | 19 205 820 007 | 69         | 12                                 | 4                                  | 59°26′41″ с. ш. 35°48′40″ в. д. |
| деревня Переходно | 19 205 820 010 | 72         | 10                                 | 2                                  | 59°25′38″ с. ш. 35°48′54″ в. д. |
| посёлок Тимошкино | 19 205 820 011 | 73         | 26                                 | 18                                 | 59°22′52″ с. ш. 36°09′20″ в. д. |

### Упразднённые населённые пункты
Деревни Бабаево, Высоково, Колпино, посёлок Заготскот, с 2005 года вошли в городское поселение Бабаево, и упразднены к 1 декабря 2021 года.
Деревни Березовец, Выползово упразднены 2 мая 2020 года.